# Маршовице (Јаблонец на Ниси)
Маршовице (чеш. Maršovice) је насељено мјесто са административним статусом сеоске општине (чеш. obec) у округу Јаблонец на Ниси, у Либеречком крају, Чешка Република.

## Становништво
Према подацима о броју становника из 2014. године насеље је имало 544 становника.